# Локі (Marvel Comics)
Локі (англ. Loki) — персонаж вигаданого всесвіту коміксів видавництва Marvel, створений на основі скандинавського бога Локі, зведений брат Тора. У різні періоди виступає як в ролі суперлиходія (протистоїть Тору і Месникам), так і супергероя (учасник команди Могутніх Месників, особиста серія коміксів «Локі: Агент Асґарду»).

## Історія створення
Вперше персонаж Локі з'явився в коміксі «Venus #6» (серпень, 1949 рік), де він був неточно представлений як олімпійський бог, засланий у Тартар. Перша його офіційна поява відбулася в коміксі «Journey into Mystery #85» (жовтень 1962), де він був повторно введений братами Стеном Лі та Ларрі Лібером і перероблений Джеком Кірбі. Також Локі з'являвся в різних номерах коміксів «Journey into Mystery», «Тор», «Месники» та кількох інших серіях.
У підсумку видавництво Marvel Comics зробили персонажа досить популярним, щоб дозволити Роберту Роді продовжити створення міні-серії Loki #1-4 (липень 2004 — жовтень 2004), яка надає можливість інакше поглянути на героя. Малюванням міні-серії зайнявся художник Есад Рібік, створивши варіативні обкладинки та сторінки коміксів.
Починаючи з випуску #622, нинішня серія Тора повернулася до оригінальної назви «Journey into Mystery» і перейшла на Локі. Під пером Кірона Ґіллена, Локі повернувся до життя, але в тілі маленької дити. Він залишався головним героєм з 2011 по 2012 рік. Востаннє, як головний персонаж серії з'явився у випуску #645.
Ґіллен, разом з художником Джеймі МакКелві, продовжили історію малого Локі, зробивши його учасником команди Молодих Месників, яка розпочалася в 2013 році. В #11, він маніпулював Вікканом для повернення свого тіла до дорослого вигляду.
Сольна серія Локі під назвою «Локі: Агент Асґарду» була випущена в 2014 році. Письменник Аль Івінг сказав, що в цій серії розкриють бісексуальність Локі.
Ще одна сольна серія Локі, яка називається «Голосуйте за Локі» розпочалася у 2016 році. У цій серії Локі вирішує взяти участь у виборах президента США, але програє, коли його махінації розкриваються засобами масової інформації.

## Біографія

### Походження
Після того, як крижані велетні були повалені, Одін виявив в цитаделі дитину-напівкровку (мати його була асґардійка, тато — владика йотунів Лофей[джерело не вказане 2444 дні]; у відповідності зі скандинавськими правилами освіти по батькові, його повне ім'я — Локі Лофейсон). Лофей приховував його від своїх підданих через невеликий для крижаного велетня зріст. Одін не зміг вбити невинну дитину; він узяв хлопчика в Асґард і виховав його, як рідного сина, разом з власним спадкоємцем — Тором.

### Дорослішання
Все своє дитинство і юність Локі терпів приниження через відмінності між собою і Тором. Жителі Асґарда насамперед цінували фізичну силу, завзятість і хоробрість у боях, але в цьому Локі не міг змагатися з Тором. Однак покликання Локі лежало в інших областях. Він володів великими здібностями до чаклунства, керування чарівними силами, і так чи інакше хотів стати найсильнішим богом у всьому Асґарді і розтрощити Тора. Через свій талант до заподіяння шкоди, він став відомий як Бог Брехні й Пустощів. Однак замість того, щоб творити прості жарти, він ставав все більш зловмисним у своїх вчинках, а його жага влади і помсти була очевидна всім, хто був навколо. Кілька разів він намагався використовувати хитрощі, щоб позбавитися від Тора. Його прізвисько змінилося з трикстера на Бога Зла. Протягом століть Локі безліч разів намагався захопити владу над Асґардом і вбити Тора. Він навіть допоміг штормовому гігантові Гхану втекти від Тора, і надавав підтримку іншим ворогам Асґарда. Одін, який довго потурав Локі, магією замкнув його у в'язницю в межах чарівного ясена, поки хто-небудь не проллє над ним сльози. Локі зрештою зміг підпорядкувати своїй волі дерево, змусив його кинути лист в око Геймдалла, через що той пустив сльозу і, сам того не знаючи, звільнив Локі. Після цього його жага влади і бажання помсти тільки збільшилася. Локі зібрав велике досьє в Асґарді, і часто посилався на нього. Після зустрічі з чарівником Ельдрадом, він підвищив свою майстерність у чорній магії. Локі пізніше відплатив Ельдраду, віддавши його на поталу вогняному демону Суртуру.

### Битва з героями Землі
Дії Локі часто мали відношення до Землі, тому з ним билися різні тутешні герої, щоб захистити і Землю, і Асґард. Спочатку він боровся проти Тора в сучасні часи після своєї втечі з дерева. Тоді Локі керував Галком, використовуючи ілюзії, одночасно в астральної формі намагаючись спокусити Тора ідеєю повернення в Асґард. Але це призвело до формування супергеройської команди Месників, бо вони намагались зупинити Галка.
Тор став одним із засновників цієї команди. Кілька разів Локі, не борючись з ним безпосередньо, створював для нього загрози. Так він збільшив розумові здібності ворожки Сенду, зробивши її здатною піднімати будівлі силою думки, звільнив Містера Хайда і Кобру, посиливши їх, але всі вони були переможені. Серед кращих слуг Локі був злочинець Карл Кріл, якого він перетворив у суперлиходія під іменем Поглинач, який став серйозним супротивником Тора у майбутньому.
Локі прагнув обернути Одіна проти Тора і вкрасти зачарований молот Тора — Мйольнір, але його зусилля виявились марними. Тоді він переконав Одіна прийти на Землю і залишити його відповідальним за Асґард з частиною війська. Після цього він випустив крижаного гіганта Скагга і вогняного демона Суртура, щоб убити Одіна. Однак Тор і Бальдер допомогли йому перемогти монстрів, і Локі відправили служити гномам. Локі був відповідальний за пробудження Руйнівника, привівши Мисливця до храму, де перебувала броня Руйнівника. Але Тор змусив Мисливця повернутися в своє тіло, поховавши броню під скелями. Пізніше Локі намагався використовувати Поглинача для перемоги над Одіном і захоплення Асґарда, в результаті чого обидва були відправлені в космос.

## Сили і здібності
Локі є за своїм походженням йотуном з Йотунхейма, хоча не має високий ріст. Він володіє унікальними фізичними навичками: величезна сила, яка дісталася йому від своїх предків, надлюдська витривалість, імунітет до всіх відомих хвороб і отрут.
Локі володіє мистецтвом чорної магії, що дозволяє йому створювати області сили, тимчасово підвищувати його власну фізичну міць, давати надлюдські здібності живим істотам або неживим об'єктам, мати здатність до польоту, гіпнозу, створення ілюзій і телепортації.
Також він має здатність змінювати свій вигляд на звіриний (лось, вовк, лисиця), і на людський. Крім своїх пізнань в магії, Локі має добре розвинений розум. Однак його ненависть до Тора, жага влади, і безпринципні методи перешкоджають здійсненню його хитромудрих і витончених планів. Він — досвідчений маніпулятор та інтриган.

## Поза коміксів

### Мультсеріали
- Вперше Локі з'явився на екранах телевізорів під час історій про Тора в анімаційному шоу «Супергерої Marvel».
- З'являється в одній з серій мультсеріалу «Людина-павук і його дивовижні друзі».
- Тед Б'яселлі озвучив персонажа у епізоді «Ох, брате» мультсеріалу «The Super Hero Squad».
- Локі з'являвся протягом всього мультсеріалу «Месники: Могутні герої Землі». Роль озвучив Ґрахам МакТевіш.
- З'являється в кількох епізодах мультсеріал у «Людина-павук: Щоденник супергероя», де перетворює Людину-павука на свиню та протистоїть Тору.
- Також з'являється в мультсеріалі «Месники: Загальний збір» як Одін з суперлиходіїв.
- Локі з'явився у двох епізодах «Галк і Агенти С.М.Е.Ш.».
- Персонажем є частим гостем мультсеріалу «Вартові галактики».
- З'являвся в міні-серіалі «Lego Marvel Super Heroes: Maximum Overload», будучи озвученим Троєм Бекером.
- Локі з'являвся в аніме-серіалі «Marvel Disk Wars: The Avengers». Персонажа озвучив Тадаші Муто.

### Мультфільми
- В повнометражному мультфільмі «Тор: Сказання Асґарда» (2011) роль Локі озвучує Рік Гомес. Цей мультфільм за змістом є приквелом до всієї подальшої епопеї про пригоди Тора. Тут Локі і Тор — ще діти, і відносини між ними цілком дружні, вони допомагають Одіну під час подорожі за Мечем Суртура.
- Локі з'явився в мультфільмі «Пригоди Супергероїв: Морозний Бій / Marvel Super Hero Adventures: Frost Fight!».

### Фільми
- В фільмі «Тор» (2011), режисера Кеннета Брана, роль Локі виконав актор Том Гіддлстон[7]. Локі є головним антагоністом. Він хотів знищити Йотунхейм і правити Асґардом, але був переможений і впав у просторову діру слідом за зруйнованим райдужним мостом.
- В повнометражному фільмі «Месники» 2012 року, Локі знову є головним лиходієм. Він використовує Тесеракт, щоб привести на Землю інопланетну армію Чітаурі та з їх допомогою завоювати світ. В кінці був переможений Месниками і перемістився з Тором в Асґард, де був запроторений до в'язниці. Тут його також зіграв Том Гіддлстон.
- Том Гіддлстон знову грав Локі у стрічці «Тор: Царство темряви». Локі був бранцем у в'язниці Асґарда, але після збігу певних обставин був звільнений його зведеним братом Тором. Після втечі, яку влаштував Тор для Локі, останній приєднався до Тора і став допомагати йому. У фільмі була показана смерть Локі, проте в кінці фільму стає зрозуміло, що він вижив і зійшов на трон Асґарда у обліку Одіна.
- Невелика сцена за участю Тома Гіддлстона була вирізана з кінцевої версії фільму[8]. Очікувалася поява сцени в додаткових матеріалах на DVD і Blu-ray, випуск яких відбувся 2 жовтня 2015[9].
- Том Гіддлстон повернувся до ролі Локі в повнометражному фільмі «Тор: Раґнарок», який вийшов у 2017 році. Протягом фільму Локі допомагає Тору перемогти їхну сестру Хелу, що повернулась, щоб захопити трон Асґарду.
- Том Гіддлстон повторив роль Локі в повнометражному фільмі «Месники: Війна нескінченності», прем'єра якого відбулася в квітні 2018 року. За сюжетом Локі віддає Тесеракт Таносу, щоб врятувати Тора. Він намагається напасти на титана, але помирає від його рук.
- Локі з'являється у фільмі «Месники: Завершення» під час подорожі Месників у минуле. У альтернативній версії 2012 року він втікає разом з Тесерактом у невідомому напрямку.

### Серіали
- Серіал Локі вийшов на початку 2021 року. Том Гіддлстон повернувся до своєї ролі. Серіал був випущений  на стрімінговій платформі Disney+. Серіал є частиною Кіновсесвіту Marvel.

### Відеоігри
- З'являється в грі Marvel Super Hero Squad Online в декількох варіантах: в якості босів («класична» і версія з фільмів), а також в якості іграбельного персонажа (версія з фільмів).
- Локі — один з головних антагоністів в Marvel: Ultimate Alliance. Він організовує атаку на Асґард та допомагає Доктору Думу з викраденням Одіна. Двічі виступає як бос — у своєму звичайному образі і в броні Руйнівника.
- З'являється у відеогрі Thor: God of Thunder, де озвучений Томом Гіддлстоном.
- Іграбельний персонаж в Marvel Heroes. Серед доступних костюмів «класичний» Локі і версія з фільмів.
- У Lego Marvel Super Heroes, об'єднується з Доктором Думом та іншими лиходіями, проте згодом всіх обманює і наводить на Землю Галактуса.
- Є іграбельним персонажем в Lego Marvel's Avengers, так само головний лиходій першої половини гри, сюжет якої заснований на фільмі «Месники».
- Є іграбельним героєм у мобільних іграх Marvel: Contest of Champions та Marvel: Future Fight.
- Також Локі з'явився у грі Marvel Avengers Academy.

## Критика і відгуки
У 2009 році Локі зайняв 8 місце в списку «100 кращих лиходіїв коміксів» за версією IGN.